# Центральный банк Гамбии
Центральный банк Гамбии (англ. Central Bank of The Gambia) — центральный банк Республики Гамбия.

## История
До середины XIX века основным платёжным средством были раковины каури. К концу 80-х годов XIX века основным платёжным средством стали серебряные монеты, в основном — французские 5 франков.
В 1892 году Африканская банковская корпорация открыла в Лагосе (Нигерия) своё отделение, на которое была возложена обязанность по выпуску в обращение в Гамбии британских денег. В 1894 году эта обязанность была передана Банку Британской Западной Африки. В конце 1917 года в Гамбии начат выпуск в обращение банкнот Западно-Африканского валютного совета (West African Currency Board), находившегося в Лондоне и осуществлявшего выпуск западноафриканского фунта — общей валюты британских колоний в Западной Африке.
13 мая 1964 года был учреждён и 1 октября того же года начал операции Валютный совет Гамбии (Gambia Currency Board), получивший право эмиссии гамбийского фунта.
1 сентября 1971 года начал операции Центральный банк Гамбии.